# József Bielek
József Bielek (* 6. Februar 1934 in Budapest; † November 2008) war ein ungarischer Politiker der Ungarischen Sozialistischen Arbeiterpartei MSZMP (Magyar Szocialista Munkáspárt), der unter anderem Februar 1989 bis Oktober 1990 Bürgermeister von Budapest war.

## Leben
Bielek absolvierte nach dem Schulbesuch ein Studium der Rechtswissenschaften an der Eötvös-Loránd-Universität (ELTE), das er 1956 abschloss. Im Anschluss wurde er Mitarbeiter im Rat des Komitat Fejér und war dort zuletzt Leiter des Sekretariats. 1963 wechselte er in die Rechtsabteilung des Stadtrates von Budapest und fungierte dort später als Leiter des Sekretariats des Vorsitzenden des Stadtrates. Daneben absolvierte er ein Studium der Wirtschaftswissenschaften an der Marxismus-Leninismus-Abenduniversität (Marxizmus-Leninizmus Esti Egyetem) und schloss dieses 1965 ab. 1977 wurde er Sekretär des Exekutivausschusses des Budapester Stadtrates und 1988 Vize-Vorsitzender des Stadtrates.
Im Februar 1989 löste Bielek schließlich Pál Iványi als Vorsitzender des Stadtrates von Budapest ab und war damit bis Oktober 1990 de facto Bürgermeister von Budapest. Im Februar 1989 gedachte er zusammen mit dem Ersten Sekretär der MSZMP-Stadtleitung von Budapest Mihály Jassó dem 44. Jahrestag der Befreiung Budapests im Zweiten Weltkrieg.